# Bae Doona
Bae Doona (* 11. Oktober 1979 in Seoul) ist eine südkoreanische Schauspielerin.

## Leben
Bae Doona begann ihre Karriere als Model und arbeitete sich dann über Fernsehserien zum Film hoch.
Ihr Durchbruch war die Rolle der politisch radikalen Freundin der Titelfigur (gespielt von Shin Ha-kyun) in Park Chan-wooks Sympathy for Mr. Vengeance; im Nachfolger Lady Vengeance (2005) hat sie einen Cameo-Auftritt.
In dem Science-Fiction-Film Cloud Atlas (2012) verkörperte sie an der Seite von Tom Hanks, Halle Berry und vielen weiteren mehrere verschiedene Charaktere.
2014 spielte sie in dem Film A Girl at My Door eine Polizistin, die das junge Mädchen Dohee, das ständig von ihrem Vater und ihren Mitschülern geschlagen wird, beschützt. Für ihre Leistung erhielt sie den Goldenen Hahn als beste Hauptdarstellerin in einem fremdsprachigen Film und den Asian Film Award.
2018 wurde sie in die Academy of Motion Picture Arts and Sciences aufgenommen, die jährlich die Oscars vergibt.
2020 spielte sie die weibliche Hauptrolle in dem französischen Film Bon Voyage – Ein Franzose in Korea von Éric Lartigau an der Seite von Alain Chabat.

## Filmografie (Auswahl)

### Filme
- 1999: The Ring Virus
- 2000: Hunde, die bellen, beißen nicht (Flandersui gae)
- 2000: Plum Blossom / Youth (Cheongchun)
- 2001: Tomak: Save the Earth, a Love Story (Tomak: Daeji sarang iyagi rul jewihago)
- 2001: Take Care of My Cat (Goyangileul butaghae)
- 2002: Sympathy for Mr. Vengeance (Boksuneun naui geot)
- 2002: Be Strong, Geum-sun/Saving My Hubby (Gudseura Geum-suna)
- 2003: Tube (Tyubeu)
- 2003: Spring Bears Love (Bomnalui gomeul johahaseyo)
- 2005: Linda Linda Linda
- 2005: Tea Date
- 2006: The Host (Gwoemul)
- 2009: Air Doll
- 2012: Doomsday Book
- 2012: As One
- 2012: Cloud Atlas
- 2014: A Girl at My Door (도희야 Do-hui-ya)
- 2015: Jupiter Ascending
- 2016: Tunnel (터널)
- 2018: The Drug King
- 2019: Persona (Segment Spiel, Satz und Sieg)
- 2020: Bon Voyage – Ein Franzose in Korea (Jesuislà)
- 2022: Broker (브로커 Beurokeo)
- 2023: Rebel Moon – Teil 1: Kind des Feuers (Rebel Moon – Part One: A Child of Fire)
- 2024: Rebel Moon – Teil 2: Die Narbenmacherin (Rebel Moon – Part Two: The Scargiver)

### Fernsehserien
- 1998: Angel’s Kiss (천사의 키스, KBS)
- 1999: School (학교, KBS)
- 1999: Ad Madness (광끼, KBS)
- 2000: Love Story – „Miss Hip-hop and Mr. Rock“ (SBS)
- 2000: Look Back in Anger (KBS)
- 2000: Cruise Ship of Love (KBS)
- 2000: RNA (KBS)
- 2000–2001: I Want To Keep Seeing You (SBS)
- 2000–2001: Mothers and Sisters (MBC)
- 2003: Country Princess (MBC)
- 2003: Rosemary (KBS)
- 2005: Beating Heart (MBC)
- 2006: Someday (OCN)
- 2007: How to Meet a Perfect Neighbor (SBS)
- 2010: Master of Study (공부의 신 Gongbu-ui Sin, KBS)
- 2010–2011: Gloria (글로리아, MBC)
- 2015–2018: Sense8 (Netflix)
- 2017–2020: Stranger (tvN, Netflix)
- 2019–2020: Kingdom (Netflix)
- 2021: The Silent Sea (고요의 바다, Netflix)